# Dora Jacobsohn
Dora E. Jacobsohn, född den 1 mars 1908 i Berlin, död 31 oktober 1983 i Lund, var en tysk-svensk läkare och hormonforskare.

## Biografi

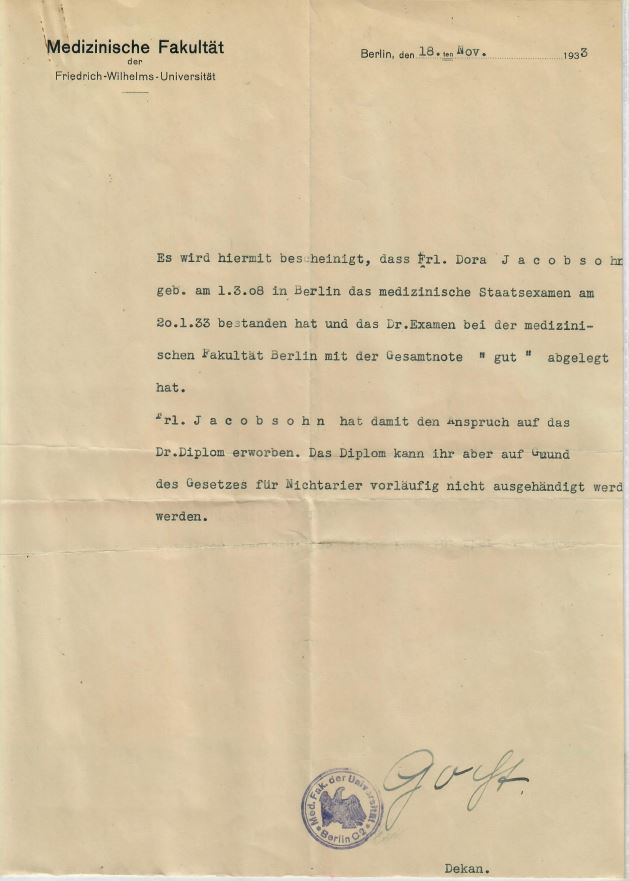
Intyg om godkänd läkarexamen från Friedrich-Wilhelms-Universität i Berlin.

Dora Jacobsohn avlade godkänd läkarexamen i Berlin 1933, men eftersom hon var judinna nekades hon läkarlegitimation. 1934 flydde hon till Sverige.
Hon disputerade och blev docent vid Lunds universitet 1948 på en djurexperimentell avhandling om hormoners inverkan på bröstkörtlarna. 1951 blev hon föreståndare för universitetets avdelning för experimentell endokrinologi. 1964 tilldelades hon professors namn.
Mest känd har Dora Jacobsohn blivit för sitt experimentella arbete om hur hypofysens funktioner styrs av hypothalamus och hur mjölkkörtlarna i brösten kontrolleras av hormoner.